# هارتموت شاده
هارتموت شاده (به آلمانی: Hartmut Schade) بازیکن فوتبال و هافبک اهل آلمان شرقی بود که از سال ۱۹۷۵ میلادی عضو تیم ملی فوتبال آلمان شرقی بوده‌است. وی در ۳۱ بازی ملی حضور داشته و در بازی‌های ملی‌اش ۵ گل به ثمر رساند. هارتموت شاده آخرین بازی ملی خود را در سال ۱۹۸۰ میلادی انجام داد.